# Suvremena hrvatska skulptura
Na
suvremenoj hrvatskoj likovnoj sceni  na
samom kraju  20. i početkom 21. stoljeća javili
su se umjetnici koji skulpturi pristupaju na nov i svjež način. Oni su
oslobođeni okova tradicije i tradicionalnog poimanja skulpture. Razmišljaju o
skulpturi kao o konceptu uz uvažavanje promatrača i predviđanja njegove moguće
reakcije na konačni rad. Pojam volumena relativiziran je, a time i skulptura u
svom klasičnom obliku – volumen u prostoru. Materijalnost i fizička prisutnost
njihova rada postaju sekundarni. Naglasak stavljaju na ambijent u kojem rade i
proces, odnosno moguću promjenu stanja (nekad i agregatnog) same skulpture.
Temporalnost je važna karakteristika kipara nove generacije. Budući da rade s
krhkim, trošnim i lomljivim materijalima, svjesni su činjenice da njihove
instalacije i skulpture neće trajati vječno. Zbog toga transformaciju materije
u sklopu svog stvaralačkog procesa rado dokumentiraju. Grafike i video često
kombiniraju sa samom plastikom prilikom izlaganja. Upravo poigravanje i
kombiniranje različitih medija najviše pridonose toj novoj slobodi.
[[Ivan
Kožarić]] se u Hrvatskoj navodi kao začetnik nove umjetničke klime koja redefinira
pojam „skulptura“. Stvarajući u kontekstu siromašne i konceptualne umjetnosti
počinje mijenjati tradiciju. Arte brute, pop art, minimalizam i ambijentalna
plastika šezdesetih nude nove izražajne mogućnosti u kojima se i naši umjetnici
žele okušati i pri tome se više referiraju na stranu nego na lokalnu tradiciju.
Odvojenost od nacionalnog identiteta i kozmopolitski duh mladih autora prati
sloboda u oblikovanju forme što možda proizlazi i iz činjenice da polovica
predstavnika suvremenog kiparstva nema formalno kiparsko obrazovanje.

## Subverzivnost, kič i pop
Ivan Fijolić
(rođen 1976.) zagrebački je umjetnik koji pretežito radi u mediju kiparstva.
Kroz svoj nepretenciozan i demistificirajući pristup umjetnosti zadobio je
naklonost publike. Referira se na popularnu kulturu kojom najlakše komunicira s
promatračima i wow-efektom instantno
privlači pažnju. S jedne strane fasciniran je američkom pop kulturom, kulturom
spektakla i masovnom proizvodnjom, ali s druge strane svjestan je njezine ispraznosti.
Redovito posjećuje buvljake na kojima traži akcijske figurice u kojima
pronalazi kiparske kvalitete. Tvrdi da su one zbog masovne i loše produkcije
često banalizirane te dobivaju isključivo potrošački karakter. Akcijske
figurice upotrebljava u seriji reljefa Novi
radovi nastaloj između 2002. i 2005. godine. U tim reljefima kombinira
tehniku crteža, teksta, žičane konstrukcije, šivanja i nizanja perli uz
apliciranje minijaturnih akcijskih figurica. Godine 2006. radi seriju Lajtmotivi gdje opet koristi
nekonvencionalne kiparske postupke i radi light-boxove od drvenih kutija i led
lampica. U toj seriji prikazuje Hitlera, Marilyn Monroe, penis u erekciji,
Božje oko te zapravo kombinira tragiku i komiku prikazujući nespojive motive.
Godine 2002. nastaje djelo 12
autoportreta u kojem radi bijele porculanske autoportrete kao vaze za
biljke i poigrava se simbolikom dvanaest apostola te njihovim prenošenjem
poruka današnjem društvu. Možda je najpoznatiji po svojoj pozlaćenoj brončanoj
skulpturi Bruce Lee iz 2005. godine
koja je trebala biti javni spomenik u Mostaru kao pozitivan uzor građanima.
Budući da je zbog vandalizma morao biti uklonjen, 2007. radi u ružičasto
obojenom poliesteru Bruce Leeja za muzejske prostore. Autor je i ciklusa
skulptura za Muzej krapinskog pračovjeka. U radovima poput Školice i Monocikla iz
2009. godine iskazuje svoje frustracije društvenom kontrolom i institucijom
škole koja ograničava kreativni potencijal pojedinca. Subverzivnost i humor najbolje
dolaze do izražaja u njegovoj seriji NEO
N.O.B. iz 2012. godine. U toj seriji inspiriran je poviješću
narodnooslobodilačke borbe te hrvatskom umjetnošću soc-realizma čije formalne
postavke namjerno obrće. Možda je najistaknutije djelo reinterpretacija
Augustinčićeva spomenika Titu po kojem radi iskrivljenu repliku s Jovankinom
glavom umjesto Titove, čime se referira i na spomeničko nasilje.
Kristian Kožul
(rođen 1975.) stvara neobične objekte koji su lako čitljivi i vizualno
impresivni. Svoje skulpture naziva objektima jer uglavnom poseže za
postojećim objektima koje međusobno kombinira i koje često modificira dodajući
im detalje kao što su zakovice, perle, čipka, porculan, šljokice, stakalca.
Koristi ready-made objekte koji već nose određenu društvenu simboliku, a
njegovom interpretacijom dobivaju nove konotacije koje mogu biti u potpunoj
suprotnosti s prvotnom idejom predmeta. Na Kožulov rad utječu kontekst i mjesto
u kojem trenutno boravi, naprimjer u Americi se poigravao američkom
ikonografijom. Njegove radove karakterizira minucioznost izvedbe i groteskno
gomilanje detalja. Ta kićenost, koju povjesničar umjetnosti Branko Franceschi
naziva „novovjeki horror vacui“, ima svoju ulogu. Ona
moralizira, ironizira ili uljepšava društvenu zbilju. Kožulovi radovi umjetnički
su komentari vlastite zbilje i društvenih fenomena s otvorenom tendencijom ka
kritici. Poigrava
se s nacionalnom kič kulturom u seriji Licitari
iz 2003. i Gozba iz 2006., u
seriji Discoware iz 2003. invalidska
pomagala pretvara u glamurozne predmete, dok u seriji Asylum i Tease koketira s
S/M ikonografijom preobražavajući kolijevku, hranilice za bebe te objekte
požude u opasne predmete. Iako su njegove radove znale upotpunjavati grafike
ili fotografije, u ciklusu iz 2012. Misinterpretations
radi isključivo u mediju fotografije. Fotografirao je studijski izvedene
diorame u prirodnoj veličini na kojima je odmah uočljiv njemu svojstven horror vacui i pedantnost u aranžiranju.
Ciklus tematizira urbane legende s naših prostora odnosno svjedoči o pobjedi
usmene predaje nad pisanom poviješću.
Ines Krasić
(rođena 1969.) izražava se multimedijskim radovima, performansima i
instalacijama u kojima se bavi konzumerizmom i društvenim problemima. Radi na
grafičkoj katedri Akademije likovnih umjetnosti u Zagrebu gdje je i sama
diplomirala. Koristi ready made objekte kojima stvara nove situacije uz
zadržavanje vizualne atrakcije. Nije
joj strano ni korištenje tzv. siromašnih materijala. U zagrebačkoj galeriji
Kranjčar konstruirala je 2010. godine Privatnu
utopiju, ambijent od kutija koje su je fascinirale svojom prazninom i
različitim funkcijama. U zbirci Filip Trade nalazi se rad Predstavljanje moje elegantne privatne sobe za zabavu, instalacije
kojom je od bijele metalne konstrukcije i bijele tkanine stvorila novi
interijer u galerijskom prostoru. U spomenutoj zbirci nalazi se i instalacija Kalifornijski san iz 2000. godine u
kojoj se bavi američkom pop kulturom. Za hvarsku galeriju Moria 2006. godine
stvorila je ambijent obloživši čitav pod flasterima tretirajući ga kao ranu.
Tom akcijom propituje zacjeljivanje rana i svoj problem s galerijskim sustavom.

## Procesualnost
Alem Korkut
(rođen 1970.) koristi netipične kiparske elemente: vremenske procese, pokret,
slučajnost. U službi prikaza tih elemenata nalazi se multimedija. Naime,
korištenje video-radova, video-projekcija, crteža i kinetičkih objekata pomaže
mu u istraživanju i izražavanju koncepta u cjelini.
Tijekom dosadašnje umjetničke prakse zaokupljala ga je procesualnost u smislu raspadanja
same materije, tj. namjerne izmjene stanja u određenu periodu. Priznaje kako
ima strahopoštovanje prema prirodi i njezinim procesima koje želi uključiti u
svoj rad. Kiparstvo vidi kao vještinu koja može rekreirati te prirodne procese.
Također objašnjava kako namjerno koristi jednostavne forme da ne bi zasjenile
sadržaj jer transformacijom forme priziva nova značenja. Ego-trip ciklus je koji je obilježio
njegovu karijeru, a obuhvaća radove nastale između 2001. i 2005. godine. U njemu
radi autoportrete, odnosno odljeve svog lica od različitih materijala (glina,
gips, bronca) koje potom izlaže prirodnim silama ili im sam mijenja oblik.
Transformacije zabilježava videom. U Krugu
izlaže 24 glinene glave izvađene iz vode u različitim fazama raspadanja, a u Hommage a Rodin referira se na Rodinovu
skulpturu Čovjek sa slomljenim nosom
tako što udarcima lomi nos autoportretima od još nestvrdnute gline, a potom
radi patinirane odljeve spljoštenog nosa. U djelu Preporod oblaže zlatni autoportret glinom i postavlja ga na vrh
nebodera u Utrinama gdje dokumentira pucanje gline i otkrivanje zlatnog
autoportreta. U ciklusu videoreljefa Voda
2004. – 2006. godine spaja 3 komponente rada, a to su motiv-izvedba-produkt
odnosno vido-video-reljef. U njemu preispituje kiparska načela te ponovno
upotrebljava glinu koja mu kao materijal pruža puno mogućnosti, bez obzira
koristi li ju čvrstu ili tekuću. U ciklusu Slabost,
snaga iz 2011. godine unosi organičnost prirode među stroga geometrijska
tijela koja postaju amorfna i meka. Procesualnost najbolje dočarava videorad Tri u kojem snima pad kocaka od
različitih materijala (glina, gips, guma) prikazujući njihove razlike u
raspadanju. Usporena kamera rasteže proces na 60 sekundi. Također
je poznat po svojoj javnoj plastici (Šibenik, Koprivnica, Karlovac) jednostavne
forme, savršeno uklopljene u urbano tkivo i otvorene prema građanima. 

## Industrijski materijali i ambijentalna plastika
Siniša Majkus
(rođen 1962.) diplomirao je na grafičkom odjelu Akademije likovnih umjetnosti u
Zagrebu u klasi profesora Šuteja. Grafičko obrazovanje odrazit će se u njegovom
opusu koji prvenstveno čine žičane organičke skulpture. Njegovo djelo veže se
uz termin „crtež u prostoru“. Koristi prirodne i potrošne materijale kao što su
žica, plastika, ambalaže, reciklirani predmeti industrijskog otpada. U
željeznim žičanim profilima našao je trajno sredstvo za materijalizaciju svojih
ideja. Tijekom stvaranja svog prepoznatljivog rukopisa kombinira grafičku
poetiku i kiparsku konstrukciju. Radikalno se udaljava od skulpture u
konvencionalnom smislu jer u nju unosi slikarske vrijednosti crteža.
Koncentriran je na organizaciju prostora kroz svoje spiralne rastere koje neprestano
ponavlja, a nerijetko i boja u jarke boje. Prožimanje prostora i instalacije
možda je najbolje bilo vidljivo na 
izložbi Embrio iz 2004. godine
u Umjetničkom paviljonu.
Ivana Franke
(rođena 1973.) diplomirala je grafiku na Akademiji likovnih umjetnosti u
Zagrebu. Radi site specific
instalacije i grafiku u kojima propituje materijal, optičke mogućnosti i prostor.
Radi u prozračnim i ispražnjenim prostorima, koristi najčešće flaks, selotejp i
druge „siromašne materijale“ koji dobro provode svjetlo. Iz tih materijala izvodi
grafičke rastere kojima teče titrava svjetlost. Njezine site specific instalacije zahvalne su za prostor jer su
nenametljive i gotovo nevidljive. Mreže i geometrija bitne su odlike njezinog
rada. U seriji iz 2006. godine Frame of
references izrađuje kocke od prozirnog pleksiglasa u koje su umetnute
bijele koordinatne mreže na pleksiglasu. Radi svojevrsnu inverziju jer
nastoji dočarati dvodimenzionalnost u trodimenzionalnom. Njene instalacije
zahtijevaju od promatrača kretanje koje rezultira izmjenom percepcije. Nije
opterećena trajnošću svojih radova, već ih kao i većina umjetnika mlađe
generacije rado dokumentira. U radovima iz 2011./2012. godine bavi se odnosom
umjetnosti i neuroznanosti odnosno odnosom stvarnosti i iluzije. Izvela je
instalaciju Seeing with eyes closed u
obliku polukružne sfere ispunjene LED lampicama koje trepere u određenom
rasponu frekvencija. Promatrač osobno ulazi u instalaciju na 3 minute i
zatvorenih očiju izlaže se bljeskovima. Budući da svatko vidi rad na svoj način,
ovom se instalacijom dotakla pitanja autorstva samog djela.
Viktor Popović
(rođen 1972.) splitski je umjetnik koji je diplomirao slikarstvo na Akademiji
likovnih umjetnosti u Zagrebu. U svom slikarstvu reaktualizira enformel,
grafitno oblikovanje Knifera, analitičku tradiciju moderne umjetnosti. Od 2003.
godine pretežito se bavi skulpturom, a ako se bavi slikarstvom, onda je ono
povezano s industrijskim materijalima jer radi crtež metalom, slike na
olovu i sl. Olovo, guma, neonske cijevi i ready made objekti sredstva su kojima
se Popović najradije izražava. Svoje radove uvijek naziva jednako: Bez naziva, ostavljajući nam slobodu u
interpretaciji. Koristi kolažno/montažnu
metodu rada koja je u suprotnosti s klasičnim skulptorskim oblikovanjem. Voli
ulaziti u komunikaciju s prostorom u kojem radi te tvrdi kako mu je svaki novi
prostor samo dodatan izazov.  Teoretičar
Klaudio Štefančić govori o tzv. „semantičkim obratima“ u njegovu radu.
Naime, uvođenjem novih značenja svojih instalacija on nas udaljava od shvaćanja
isključivo materijalne pojavnosti njegovih objekata. U svojim nagrađivanim
radovima uvodi obrat etiketirajući uporabni predmet kao umjetnički, odnosno
izvodeći uporabni predmet na umjetnički način u njemu nesvojstvenim
materijalima. Godine 2000. u Galeriji Plančić na Hvaru izvodi dvije olovne
zavjese koje prekrivaju dva prozora same galerije. Prilagodio se prostoru, a ujedno
i nametnuo sebe jer je sakrio atraktivan pogled kroz prozor galerije i fokus
stavio na svoje radove. Na VIII. trijenalu hrvatskog kiparstva 2003. godine  radi svakodnevne odjevne predmete od tankog
olovnog lima i smješta ih na staklenu policu. Često posuđuje predmete za svoje
instalacije i stavlja ih u umjetnički kontekst, a poslije ih nerijetko vraća
vlasnicima. U posljednjih par godina u duhu minimalizma sve više radi s
neonskim cijevima uz koje se poigravati i tekstom npr. Koji je neuk u geometriji, neka ne ulazi (Platon, 387. g. pr. Kr.).
Vlasta Žanić
(rođena 1966.) primarno se bavi kiparstvom, ali radi i u području videa,
instalacija i performansa. Radila je velike metalne skulpture kojima prostoru
daje značenje forme. Primjer su grube željezne ploče koje postaju omotači
prostora (Suženi kut).  Inspirirana
osobnom traumom, Svijećom za Editu 2003.
godine zakoračuje u medij performansa. Od tog trenutka prepoznala je performans
kao najbolje sredstvo izražavanja u kojem redovito upotrebljava skulpturu ili
barem razmišlja skulptorski. Autorica za sebe tvrdi da djeluje u međuprostoru
performansa i skulpture.

## Laboratorij
Silvio Vujičić
(rođen 1978.) diplomirao je modni dizajn na Tekstilno tehnološkom fakultetu i
grafiku na Akademiji likovnih umjetnosti u Zagrebu. Ovaj multimedijalni
umjetnik predstavlja možda najradikalniji pomak od klasične skulpture. Kao i
kod Alema Korkuta važna mu je procesualnost, ali on raspadanje i izmjenu stanja
postiže na radikalniji način upotrebom kemikalija i laboratorijskih bočica koji
su dio njegove stvaralačke svakodnevice. Autodestruktivnost  proteže se njegovim djelima kroz  korištenje osjetljivih materijala koje često
dovodi u kontakt s drugim materijalima koji prvi nagrizaju i destruiraju.
Priznaje kako ne želi raditi trajne stvari jer još uvijek odbija vječnost. Svom
modnom i likovnom radu pristupa znanstveno i istraživački uz uvažavanje
povijesti i povijesno umjetničkog naslijeđa. Jedna od njegovih najimpresivnijih
instalacija Under the daisies iz
2005. godine problematizira pitanje roda odnosno onih „drukčije“ seksualne
orijentacije. Izložio je isječak polja tratinčica okrenutog prema podu i
neonskim svjetlima. Publika taj mali ekosustav gleda odozdo čime upućuje na
uvrnutost, pogrešnost današnjeg svijeta. „Under the daisies“ u engleskom je govornom
području eufemizam za smrt, odnosno ležanje u grobu. Stoga ovom instalacijom obične
ljude smješta u grob, a one koji žive nekonvencionalno ostavlja na životu u obliku
krhkih tratinčica. Pitanjem roda bavi se i u akciji bojanja zebre duginim
bojama za Queer festival 2004. godine. U radu Exposed to virus and fashion iz 2006. umjetnički koncept povezuje
sa svojom dizajnerskom osobnošću. Prikazuje destruktivno djelovanje HIV-a na
ljudsko tijelo proizvodnjom tekstila s greškom. U software tekstilnih strojeva
unosi kod koji mijenja uobičajeno tkanje i tako proizvodi odjeću u raspadnutom
stanju. Uz to, modele na reviji nose njemački pornoglumci gay filmova. Osim što
svoj studio organizira kao laboratorij nerijetko opremu za eksperiment prenosi
u galerijski prostor. Godine 2006. izvodi akciju Parfem u kojoj proizvodi parfeme na bazi izlučevina samih
posjetitelja koji se po personalizirane parfeme vraćaju nakon šezdesetak minuta.
Alkemijskim poliptihom aktualizira
tradicionalno stvaranje pigmenata boje kojem će se vraćati i 2012. godine kada
pravi crvenu boju ekstrakcijom iz tijela kukaca. Kristalični svijet privlači ga
u radu Bez naziva iz 2007. godine u
kojem željeznu konstrukciju nagrizaju kristalići soli. Fasciniran pravilnošću
kristala, krajem 2012. u Zbirci Richter ispituje kristalizaciju kofeina praveći
skulpture, slike na staklu i tekstil.

## "One to watch"
Igor Ruf
(rođen 1984.) predstavlja kipara na kojeg definitivno treba obratiti na
suvremenoj likovnoj sceni. Struka ga je zapazila 2012. godine, nagradivši ga na
31. Salonu mladih i XI. Trijenalu hrvatskog kiparstva. Na Salonu mladih izlaže Sjever, jug, istok, džem i boom, svoj
idealni pejsaž koji prikazuje analitički, u obliku ogoljelih arhitektonskih
modela integriranih sa stolom i osvjetljenim s tri stolne lampe. Na Trijenalu
izlaže čak tri rada, a nagrađen je Wunderschön koji spaja
tradicionalnu drvenu arhitekturu s klasikom domaćeg filma („Tko pjeva zlo ne
misli“). Iako je 2010. godine diplomirao na Akademiji likovnih umjetnosti u
Zagrebu, još u studentskim danima prijavljivao se na natječaje od kojih ističem
zanimljivo rješenje za spomenik protiv antisemitizma i rasizma u Austriji.
Spomenik je zamišljen kao transformacija postojeće skulpture Karla Luegera
(zagovornika antisemitizma) sadnjom bršljana. Za par godina čitav spomenik bi
trebao biti uvijen u bršljan, a negativna memorija izbrisana. U ovom prijedlogu
Ruf je primijenio procesualnost, nepredvidivost i privremenost. Ruf u svom radu
pretežito koristi MDF i poliester, a nerijetko eksperimentira sa svjetlosnim
elementima. 

## Galerija djela
- Siniša Majkus, Embrio, Umjetnički paviljon, Zagreb, 2004.
- Silvio Vujičić, Under the daisies, 2005.

## Vanjske poveznice
- Lauba  Arhivirana inačica izvorne stranice od 4. svibnja 2014. (Wayback Machine)
- Waking background' Ivane Franke u Laubi
- Siniša Majkus: Embrio, Umjetnički paviljon, Vijenac 279.  Arhivirana inačica izvorne stranice od 29. travnja 2014. (Wayback Machine)
- DAZ: Alem Korkut   Arhivirana inačica izvorne stranice od 29. travnja 2014. (Wayback Machine)
- Ines Krasić: Privatna utopija, Galerija Kranjčar, Vijenac 419.   Arhivirana inačica izvorne stranice od 29. travnja 2014. (Wayback Machine)
- Kristian Kožul   Arhivirana inačica izvorne stranice od 29. travnja 2014. (Wayback Machine)
- Lauba: Ivan Fiolić   Arhivirana inačica izvorne stranice od 29. travnja 2014. (Wayback Machine)
- MSU: Silvio Vujičić, „Destrudo“
- MSU, Susret s umjetnikom: Alem Korkut
- Ivana Franke
- Viktor Popović
- Igor Ruf   Arhivirana inačica izvorne stranice od 17. svibnja 2014. (Wayback Machine)